# 扇尾蜂鸟
，是雨燕目蜂鸟科的一种鸟类。
扇尾蜂鸟体重约3.4克，翼长约42.8毫米，嘴峰长约15.4毫米，喙宽度约1.7毫米，喙厚度约1.7毫米，跗蹠长约4.2毫米，尾长约37.7毫米。扇尾蜂鸟在其分布区内为留鸟，其栖息在密集的高大树木组成的森林中，食性为草食性，主要食物来源是植物的花蜜。
扇尾蜂鸟分布于委内瑞拉南部至圭亚那和巴西东部地区。该物种是单型物种，没有亚种分化。